# アンドレイ・カルロフ暗殺事件
アンドレイ・カルロフ暗殺事件は、2016年12月19日午後8時15分（UTC+3）にトルコのアンカラで開かれた美術展を訪れていたロシア駐トルコ大使アンドレイ・カルロフが、トルコの警察官（当日は非番）のメブリュト・メルト・アルトゥンタシュにより暗殺された事件。
事件の数日前には、トルコ国内で、ロシアによるシリア内戦への介入（特にアレッポ攻勢）に対する抗議デモが行われていた。

## 背景
事件前のトルコ国内では政治的な両極化が進み、長きにわたって緊張状態が続いていた。また数日前にはトルコ国内で、ロシアによるシリア内戦への介入、特に当時進行中だったアレッポ攻勢に対する抗議デモが行われていた。アレッポからシリア反体制派が撤退を始めると、ロシアとトルコの両政府はシリアにおける休戦締結に向けた仲介を試みて交渉を行った。ロシア、トルコ、イランの三国は、シリア内戦解決にむけて会談を行う予定だった。

## 暗殺事件
ロシア駐トルコ大使だったアンドレイ・カルロフは、トルコの首都アンカラのチャンカヤ区にある現代美術センター(トルコ語: Cagdas Sanat Merkezi)で開かれた、トルコの写真家がロシアの田舎の風景を撮った写真を集めた「トルコ人が見たロシア」という展覧会に招かれ、開会式でスピーチを行った。
メヴルト・アルトゥンタシュは、自身の警察官の身分証を使ってホールに侵入すると、みずからギャラリーの警備員や出席者たちに指示を出し、自分がカルロフのボディーガードであるように思いこませた。カルロフがスピーチを始めた途端、アルトゥンタシュは所持していた拳銃で背後からカルロフを数発銃撃し、彼に致命傷を負わせ、他にも数人を負傷させた。
その後アルトゥンタシュは部屋を歩き回ってギャラリーの絵を打ち砕きつつ、「アッラーフ・アクバル（神は偉大なり）。我らは預言者ムハンマドのジハードを支えた者たちの子孫だ」「我らはアレッポで死に、お前たちはここで死ぬのだ」と叫んだ。間もなく、アルトゥンタシュは他のトルコ警備兵により射殺された。カルロフは病院に運ばれたが、銃創により死亡した。

### 暗殺の動機
トルコ大統領レジェップ・タイイップ・エルドアンは、銃撃の動機はトルコ・ロシア関係の良好化を妨げようとするものだったと発表した。ニューヨーク・タイムズ紙は、ロシア空軍がアレッポの反体制派支配地域を空爆したことに対する報復だった可能性があると指摘した。
また表向きはシリア内戦におけるロシアのアレッポでの軍事行動に対する抗議行動と見せかけながら、実際にはイスラーム過激派あるいは反露感情が背景にあったのではと推測する説もある。アメリカ大統領就任が決まっていたドナルド・トランプは、暗殺者は「イスラーム過激派のテロリスト」であるとして非難した。ロシア国家院は「この恐ろしい挑発行為の犯人、すなわち処刑人であり、反露感情、民族・宗教・懺悔に対する憎しみ、過激主義と狂信を扇動してテロリストの手引きをした者は、それに値する罰を受けなければならない」という声明を出した。
政府内の高官や解説者の間では、北大西洋条約機構の関与を疑う説や、イラクとシリアのイスラム国 (ISIS) やジャブハット・ファタフ・アル・シャーム（以前のアル=ヌスラ戦線またはシリアのアルカーイダ）のジハーディストが関与しているとする説もうわさされた。いずれも、過去にトルコが支援して批判を受けた勢力である。伝えられるところによれば、トルコ当局はアルトゥンタシュとギュレン運動の関連も調査した。エルドアン大統領は、ある演説の中で、犯人がギュレン運動のメンバーの一人だったと主張している。ISISやアルカーイダは、ソーシャルメディアを通じて暗殺を称賛した。アルトゥンタシュが叫んだ言葉は、ジャブハット・ファタフ・アル・シャームの非公式の歌の内容に似通っている。
トルコ政府と事件後に到着したロシア代表団は、ロシア・トルコ関係の破壊をもくろむギュレン運動が暗殺の背景にいたと発表した。

## 関係者

### 犠牲者

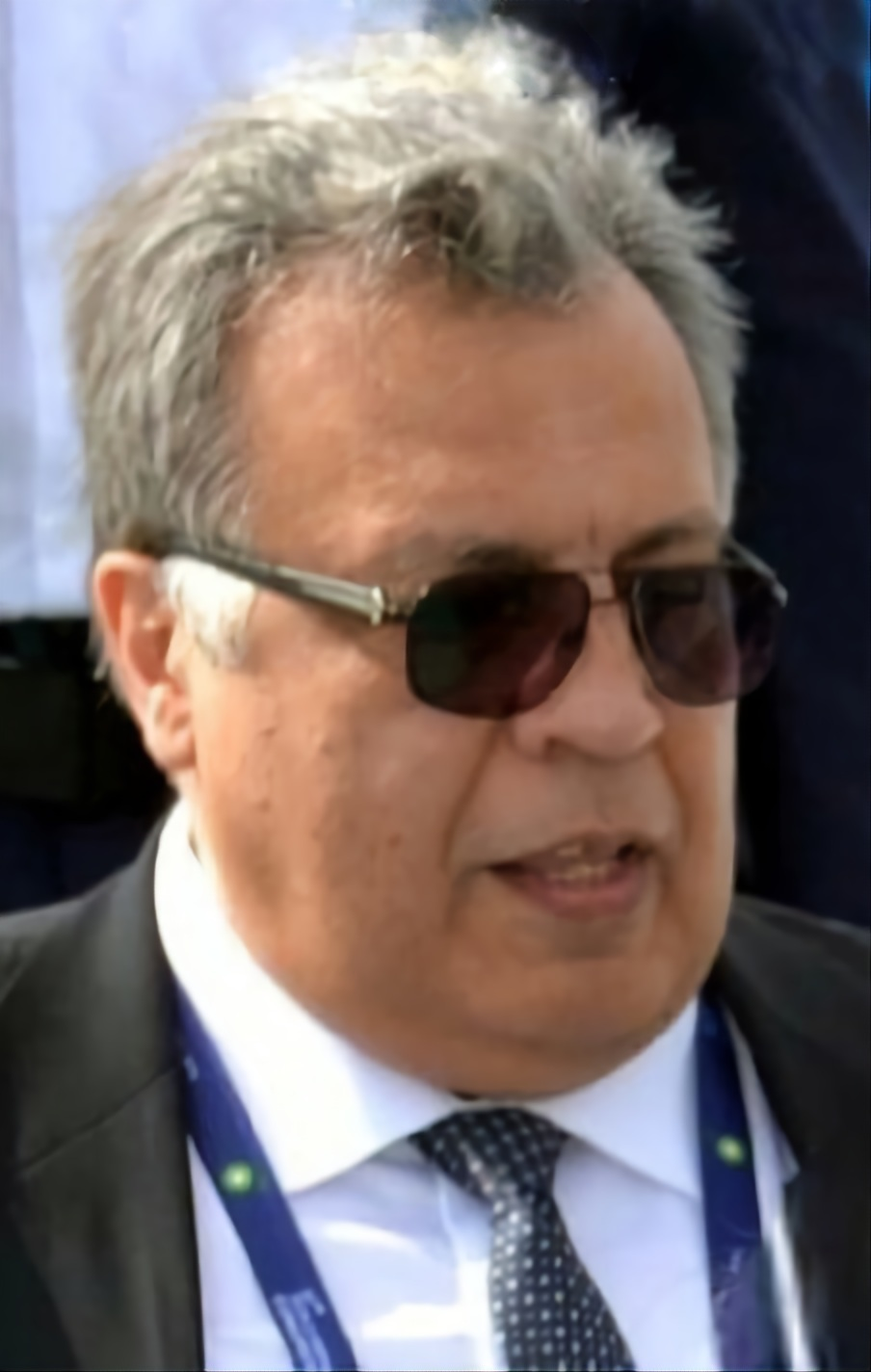
アンドレイ・カルロフ（2016年）

アンドレイ・ゲンナージェヴィチ・カルロフは、1954年にモスクワに生まれ、モスクワ国際関係大学と外交アカデミーで学んだ。1976年、ソビエト連邦外務省でキャリアを始めた。カルロフは朝鮮語に通じ、ロシアの対北朝鮮外交の分野で様々な地位についた。2001年6月から2006年12月にかけて駐北朝鮮大使を務めた後、2013年から駐トルコ大使を務めていた。
アンドレイ・カルロフは、在任中に殺害されたロシア・旧ソビエトの外交官としては4人目である。前例には、ロシア帝国駐ガージャール朝大使で1829年に殺害されたアレクサンドル・グリボエードフ、ソビエト連邦から1923年にローザンヌ会議に出席し暗殺されたヴァーツラフ・ヴォローヴスキー、ソビエト連邦駐ポーランド大使で1927年に暗殺されたピョートル・ヴォイコフがいる。

### 犯人
暗殺者はメブリュト・メルト・アルトゥンタシュ (トルコ語: Mevlüt Mert Altıntaşトルコ語: [mevˈlyt ˈmæɾt aɫˈtɯntaʃ]; 1994年6月24日 – 2016年12月19日)、事件当日は非番のトルコ人機動隊員だった。
アルトゥンタシュはトルコ西部、エーゲ海沿岸に位置するアイドゥン県のソケの世俗的な一家に生まれた。
大学の実力試験で2回落第した後、2014年にイズミルの警察学校を卒業した。彼の姉妹の一人は、「彼は警察学校にいる時に、日に5回礼拝をおこなうようになりました。」と証言している。 アルトゥンタシュはアンカラの機動隊のエリート部隊に二年半所属し、2016年7月以降にはエルドアン大統領の護衛につく任務にも8回従事していた。
トルコの新聞報道によれば、アルトゥンタシュは2016年6月にクーデター未遂事件への関与を疑われ停職させられていたが、11月半ばには職務復帰した。
アルトゥンタシュは数回にわたりカタールを訪れる機会があった。暗殺事件後には、彼のカタールでの活動歴も調査された。
アルトゥンタシュは事件現場で射殺されたが、家族は彼の遺体の引き取りを拒否した。彼の両親は「私たちは殺人犯の彼を恥ずかしく思っており、反逆者の遺体を要求するつもりはありません。」と述べている。結局アルトゥンタシュの遺体は、引き取り手のない遺体のための共同墓地に埋葬された。

## 事件後
暗殺事件の翌日、トルコ当局はアイドゥン県に暮らす犯人の家族や、アンカラにいた彼のルームメイトを逮捕した。家族は1日間拘束された。ロシア外相セルゲイ・ラブロフは、事件検証を支援するため12月20日に調査チームがトルコに到着するとした。
2017年1月29日、トルコの検察官は、アルトゥンタシュが暗殺を行い警察に射殺されてから2時間半後に、彼のGmailアカウントにあったEメールがすべて削除されていたと発表した。2017年3月、GoogleはEメールの開示を求めるトルコの検察官に対し、アルトゥンタシュの削除されたEメールは復旧不能であると回答した。

## 反応

### トルコの反応
トルコ大統領レジェップ・タイイップ・エルドアンはロシア大統領ウラジーミル・プーチンと話した後にビデオメッセージを発し、「トルコ・ロシア関係はこの地域において極めて重要であり、連帯を妨げようとする者が目的を達することはできないだろう。」と述べ、さらに自身とプーチンが「殺し屋によるアンカラのロシア大使暗殺は、我らの国々の関係を傷つけようとする者による挑発行為である、ということで一致した」と付け加えた。トルコ外務省は、「この攻撃がトルコ・ロシア関係に影を落とす」ことがないよう、全力を尽くすと誓った。トルコ外相メブリュト・チャブシオールは、ロシア大使館のある通りに大使の名前を付けると発表した。

### ロシアの反応

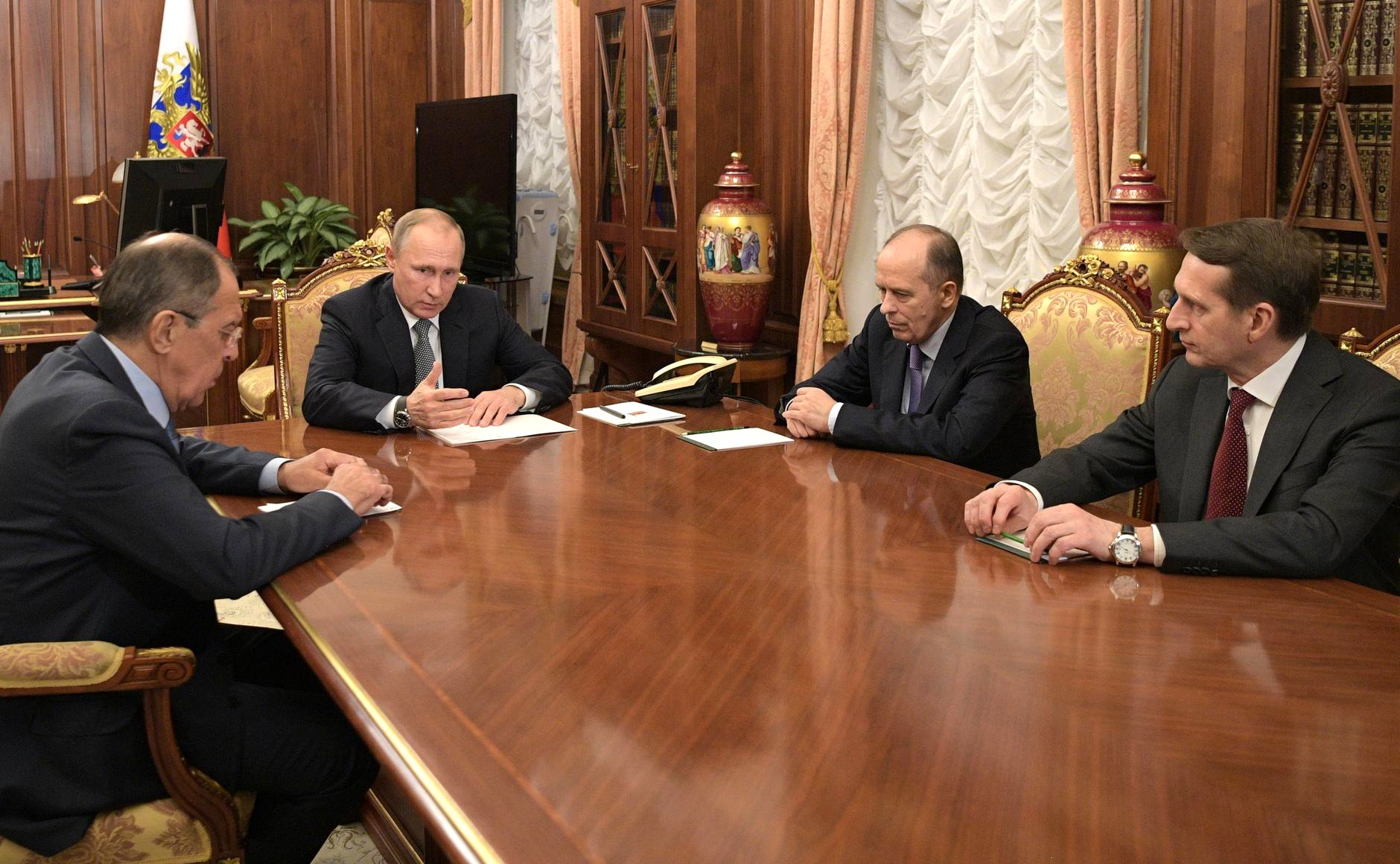
暗殺事件後、対応を協議するロシア大統領ウラジーミル・プーチンら

ロシア外務省の報道官マリア・ザハロワは「テロリズムは見逃されないだろう。我々は断固として戦うつもりだ」と述べた。プーチン大統領は、「犯罪が犯されたが、これがロシア・トルコ関係正常化と、ロシア、トルコ、イラン、その他の国々が推し進めているシリア和平プロセスを台無しにしようとする挑発行為であることに疑いはない」と主張した。また彼は世界中のロシア大使の警備レベルを引き上げるよう命じ、「我々は誰が殺人犯の手引きをしたのか知る必要がある」と述べた。

### 第三国・勢力や個人の反応
多くの政府や国家元首がロシア大使に対する攻撃を批難し、カルロフの家族や他の犠牲者、そしてロシア人に対し哀悼の意を示した。
ISISは暗殺事件の黒幕として名乗り出なかったが、その支持者たちはロシア大使暗殺を称賛した。エジプトのAl-Youm Al-Sabea紙は、シリアの反体制イスラム主義組織の連合であるファトフ軍（ジャブハット・ファタフ・アル・シャームを含む）が、自身が暗殺を行った主体であると主張した、と報じた。
カタール人ジャーナリストのElham Badarは、大使の射殺はアレッポや内戦の各地における「ロシアの野蛮行為」に対する「人類」の反応であると述べた。アメリカのニューヨーク・デイリー・ニューズ紙のコラムニストであるGersh Kuntzmanは、カルロフの暗殺を、ユダヤ人学生ヘルシェル・グリュンシュパンによるナチス・ドイツの外交官エルンスト・フォム・ラート暗殺になぞらえて「正義はなされた」とする記事を書き、批判を浴びた。記事の発表後、ロシア外務省はニューヨーク・デイリー・ニューズ紙に謝罪を要求した。ユーロマイダン演説で知られるウクライナの国会議員ヴォロディミール・パラシュクは、ロシア大使の暗殺者を「英雄」と呼んだ。
アルジャジーラのある女性役員は、シリア内戦における流血へのロシアの関与ゆえに、アンドレイ・カルロフ暗殺は正当化できると信じている、と述べた。

## その他
2017年10月、アメリカのゲームスタジオTelltale Gamesが開発したゲームソフト『Batman: The Enemy Within』の作中で、カルロフの遺体の写真が使用されていることがユーザーの指摘により発覚した。Telltale Gamesは謝罪声明を出し、該当箇所を削除するアップデートを行なった。